# Sabir Umarowitsch Rachimow
Sabir Umarowitsch Rachimow (russisch Сабир Умарович Рахимов; * 12. Januarjul. / 25. Januar 1902greg.; † 26. März 1945) war ein sowjetischer Generalmajor. Während des Zweiten Weltkriegs kommandierte er die 37. Gardeschützendivision der 65. Armee der 2. Weißrussischen Front. Er wurde posthum als Held der Sowjetunion ausgezeichnet.

## Jugend und Vorkriegsdienst
Er wurde am 25. Januar 1902 geboren (nach anderen Angaben am 1. Januar). Nach offiziellen Dokumenten ist der Geburtsort die Stadt Taschkent.
Im Alter von acht Jahren verlor er seinen Vater. Er lernte die Not kennen; einige Jahre verbrachte er im Waisenhaus und arbeitete dann als Knecht. Unter der Sowjetmacht absolvierte er die Grundschule und arbeitete in einer Weberei in Taschkent.

## Kampf gegen die antisowjetische Bewegung
Im September 1922 trat er der Roten Arbeiter- und Bauernarmee bei und diente im Militärbezirk Turkestan. Ab August 1925 befehligte er einen Zug einer separaten Usbekischen Kavalleriedivision, ab 1927 auch einen Zug im 1. usbekischen Kavallerieregiment der 6. usbekischen Kavalleriebrigade (Samarqand). Er nahm an Kämpfen mit den Basmatschi teil, wobei er mehrmals verwundet wurde.
Ebenso nahm er am Kampf gegen die Truppen von Junaid Khan, Umar Efendi und Mashai Farab teil. Im Jahr 1931 zeigte er Mut bei der Festnahme von Ibrahim-beck in Tadschikistan.

## Studium an militärischen Instituten
Im Jahr 1925 absolvierte er die Vereinigte Militärschule von Baku. Im Jahr 1930 absolvierte er die Schützenkurse zur Verbesserung des Kommandos der RKK III. Komintern „Schuss“. Ab September 1930 setzte er seinen Dienst im 41. Bergregiment der 19. Hermelin-Division des zentralasiatischen Militärbezirks als Kommandant des Maschinengewehrzugs, stellvertretender Stabschef des Regiments und Leiter der Regimentsschule fort. Ab November 1936 war er Stabschef des 42. usbekischen Kavallerieregiments (Samarqand).
Im Juli 1938 wurde er von den Organen des Volkskommissariats für innere Angelegenheiten der UdSSR verhaftet und aus der Armee entlassen. Er wurde erst nach mehr als 2 Jahren, im Oktober 1940, haftentlassen und bald in der Armee rehabilitiert. Ab Ende 1940 war er stellvertretender Kommandant des 9. Motorisierten Schützenregiments der 9. Panzerdivision des Zentralasiatischen Militärbezirks (Baýramaly, Turkmenische SSR).

## Der Deutsch-Sowjetische Krieg 1941–1945
In den ersten Tagen des „Großen Vaterländischen Krieges“ wurde die Division als Teil des 27. mechanisierten Korps ab dem 27. Juni 1941 an die Front verlegt und Teil der 28. Armee von Generalleutnant V. J. Kachalow an der Westfront. Zur gleichen Zeit wurde die Division in die 104. Panzerdivision umgewandelt, und das 9. Regiment, in dem Major S. Rachimow diente, wurde zum 104. Am 21. Juli 1941 trat er in die Schlacht von Smolensk ein und erfüllte den Befehl, Jelnja einzunehmen. Bei der Schlacht am 1. August um das Dorf Pustyschewa wurde er schwer verletzt und in einem Krankenhaus in der Stadt Schelesnowodsk behandelt. Anschließend kehrte er als stellvertretender Kommandeur des Schützenregiments 1149 der 353. Schützendivision der 56. separaten Armee, deren Aufstellung im Nordkaukasus-Militärbezirk abgeschlossen wurde, an die Front zurück. Am 31. Oktober 1941 wurde Rachimow offiziell zum Regimentskommandeur ernannt. Im November und Dezember 1941 nahm er an der Spitze des Regiments an der Rostower Defensive und an den Rostower offensiven Operationen teil. Dort wurde sein Name der ganzen Armee bekannt: Am 28. November 1941 brach sein Regiment nach Rostow am Don ein und eroberte innerhalb von zwei Tagen mehrere Bezirke der Stadt. Für diese Operation erhielt er seinen ersten Orden, den Orden des Roten Banners. Zu der Zeit waren Armee und Division Teil der Südfront und nahmen an der weiteren Offensive auf Taganrog und an den erfolglosen Versuchen teil, die Mius-Front im Winter 1941–1942 zu durchbrechen. Im Mai 1942 wird Oberstleutnant Rachimow zum stellvertretenden Kommandanten der 353. Schützendivision ernannt, mit der er im Sommer 1942 an den schweren Kämpfen der Donbass-Verteidigungsoperation teilnahm.
Am 1. August 1942 wurde er zum stellvertretenden Kommandanten und am 1. August 1942 zum amtierenden Kommandanten der 395. Schützendivision der 18. Armee der Küstengruppe der Nordkaukasus-Front (seit dem 4. September in der Schwarzmeergruppe der Transkaukasischen Front) ernannt. An der Spitze der Division nahm er an den Armaviro-Maykop- und Tuapsin-Verteidigungsoperationen der Schlacht um den Kaukasus teil. 
Kurz nach seiner Ernennung zum Oberst, im September 1942, wurde Rachimow zum zweiten Mal verwundet, kehrte aber schnell wieder zurück. Anfang 1943 nahm er an der Spitze der Division an der nordkaukasischen Offensivoperation und an der Krasnodar-Offensivoperation teil. Für das erfolgreiche Kommando der Division in der Schlacht um den Kaukasus wurde Rachimow zunächst mit seinem zweiten Roten Banner—Orden ausgezeichnet, und am 8. März 1943 wurde er mit dem Suworow-Feldherrenorden 2. Grades ausgezeichnet. Am 19. März 1943 wurde ihm der militärische Titel Generalmajor verliehen. Am 8. April 1943 wurde Generalmajor Rachimow jedoch völlig unerwartet als Divisionskommandeur entlassen und in den Militärrat der Nordkaukasusfront entsandt. Später wurde er nach Moskau geschickt, um an der nach K. J. Woroschilow benannten Höheren Militärakademie zu studieren.
Er absolvierte im April 1944 den Akademieabschluss. Ab Juli 1944 war Generalmajor Rachimow stellvertretender Kommandeur der Schützenabteilung der 75. Gardeabteilung der 65. Armee der 1. belarussischen Front. in diesem Amt bewährte er sich in der Belagerungsoperation Lublin-Brest. Bereits am 8. September 1944 wurde er amtierender Kommandant der 47. Garde-Schützendivision in der 8. Gardearmee der 1. weißrussischen Front und leitete geschickt die Aktionen der Division im harten Kampf um den Magnuszewski-Brückenkopf an der Weichsel.
Am 16. November 1944 wurde er zum Kommandeur der 37. Garde-Schützendivision des 18. Schützenkorps der 65. Armee der 2. weißrussischen Front ernannt und führte die Abteilung erfolgreich in der ostpreußischen Offensive. Januar 1945 durchbrach seine Division mehrere Stellen der mächtigsten deutschen Verteidigung an der Grenze zu Ostpreußen, die der Feind mehrere Monate lang baute, überquerte mehrere Flüsse sicherte den Durchbruch von Panzerverbänden.
Die Division von General Rachimow, die den erreichten Erfolg entwickelte und die kontinuierlichen gegnerischen Angriffe widerspiegelte, näherte sich Anfang Februar der Festung Graudenz (heute Grudziądz, Polen), die von einer neuntausendköpfigen Garnison verteidigt wurde. Die Kämpfer der 37. Gardedivision, die vorübergehend an die 2. Stoßarmee von General I. Fedjuninskiy ausgeliehen wurde, durchbrachen am 16. Februar 1945 mit einem starken Schlag die feindlichen Befestigungen an den Zugängen zur Stadt, befreiten mehrere Siedlungen und brachen als erste in die Stadt ein. In einem brutalen Kampf auf den Straßen der Stadt, in der jedes Haus für die Verteidigung umgebaut war, drängte der Feind die angreifenden Teile mehrmals aus der Stadt, und jedes Mal stellten die Wachen die besetzten Stellungen wieder her. Die hartnäckigen Angriffe der Rachimov-Division zogen die Hauptkräfte der Garnison auf sich, wodurch andere Truppen in der Nacht zum 22. Februar die Stadt von verschiedenen Seiten mit einem gleichzeitigen Schlag befreien konnten. Die Überreste der deutschen Garnison versteckten sich in einer mittelalterlichen Zitadelle und kapitulierten einige Tage später.
Die Division kehrte zur 65. Armee zurück und bewährte sich in den Offensivkämpfen der ostpommerschen Operation, nachdem sie in einigen Tagen mit Kämpfen etwa 150 Kilometern zurückgelegt hatte. Die Gardisten waren die ersten in der Armee, die die Ostseeküste besetzten und die Danziger Garnison von der feindlichen Hauptgruppe am unteren Rand der Weichsel abschnitten. Ohne das Tempo der Offensive zu verlangsamen, änderte die Division die Schlagrichtung, brach als erste nach Danzig ein und begann Straßenkämpfe. General Rachimow leitete geschickt die Handlungen von Teilen der Division, führte persönlich den Kampf in den intensivsten Bereichen an, zeigte persönlichen Mut in den Kämpfen.
Im März 1945 wurde bei einem Artilleriebeschuss durch feindliche Schiffe die Beobachtungsstelle der Division durch den direkten Treffer eines schweren Geschosses zerstört. Generalmajor Sabir Rachimow, der sich an der Beobachtungsstelle befand, wurde durch einen Projektilscherben am Kopf tödlich verletzt und starb am 26. März im Krankenhaus, ohne das Bewusstsein wieder zu erlangen.
Er wurde im Kafanow-Park in Taschkent begraben. Eine große Menschenmenge nahmen an der Abschiedszeremonie und an der Beerdigung teil. Der Körper wurde eingeäschert und die Urne mit Asche wurde am Fuß des Grabstein-Obelisken eingemauert. In der postsowjetischen Zeit wurden die Überreste von S. U. Rachimow auf den Friedhof «Brüderliche Gräber» in Taschkent verlegt.
Für „vorbildliche Ausführung der Kampfaufgaben des Kommandos an den Fronten des Kampfes gegen die faschistischen Eroberer des Großen Vaterländischen Krieges“ und den Mut und Heldentum, die er dabei gezeigt habe, wurde Rachimow durch das Dekret des Präsidiums des Obersten Sowjets der UdSSR vom 6. Mai 1965 posthum der Titel Held der Sowjetunion verliehen.

## Ethnische Zugehörigkeit
Die nationale Zugehörigkeit von Rachimow ist ein Streitthema.
In der sowjetischen Zeit wurde Sabir Rachimow in offiziellen Biografien, in der Literatur und in offiziellen Dokumenten als ein in Taschkent geborener Usbeke bezeichnet.
In der postsowjetischen Zeit wuchs jedoch in Kasachstan die Ansicht, dass Sabir Rachimow ein in Südkasachstan geborener Kasache sei. Laut der inoffiziellen Ehefrau des Generals, Kuralai Natullaeva, und seinem Sohn Roman Rachimow, der mit dem Cousin des Generals in Taschkent lebte, war Sabir Rakhimov ein ethnischer Kasache, der versehentlich als Usbeke registriert wurde.

## Die Erinnerung

### In Usbekistan
In den sowjetischen Jahren wurde General Rachimow in Usbekistan als Nationalheld verehrt. Am Grab des Generals in Taschkent wurde ein Denkmal errichtet. Drei weitere Denkmäler wurden ihm in Taschkent und in Samarqand gewidmet. Eine Station der U-Bahn von Taschkent sowie auch die Straßen mehrerer usbekischer Städte wurden nach General Rachimow benannt. Im Jahr 1949 inszenierte der Schriftsteller Kamil Jaschen das Theaterstück «General Rachimow». Eine polnische Werft in Stadt Danzig ließ im Herbst 1966 im Auftrag der UdSSR den Trawler «General Rachimow» zu Wasser. Im usbekischen Filmstudio wurde 1967 der Spielfilm «General Rachimow» gedreht.
Im unabhängigen Usbekistan begannen jedoch auf Geheiß des Präsidenten, Islam Karimow, die Umstrukturierungen. Am 5. November 2010 wurde die U-Bahn-Station «Sobir Rahimov» der U-Bahn von Taschkent in «Almazar» umbenannt. 133-II. Der Sobir-Rahimov-Bezirk in Taschkent wurde durch den Beschluss des Senats der Republik Usbekistan vom 4. Dezember 2010 in Almasar-Bezirk umbenannt.
Im Januar 2011 wurde das Denkmal für General Rachimow vom Zentrum in den Bezirk Chilanzar in den Gafur-Guljama-Park verlegt, und der Sockel, auf dem es installiert wurde, wurde zerstört. Erst 2018 erklärte der neue Präsident Usbekistans, Shavkat Mirziyoyev, bei einem Treffen im Bezirk Naryn in der Region Namangan, dass das Denkmal für Sabir Rachimow an seinen früheren Platz zurückgebracht werde. Am 9. Mai 2018 wurde das Denkmal an seinen früheren Platz im Zentrum von Taschkent zurückgebracht.

### In Kasachstan
In Kasachstan wurde in der Stadt Schymkent im Jahr 2002 das republikanische Internat (Suworow-Schule) nach Sabir Rachimow benannt. Im Januar, am Geburtstag des Helden, finden in der Schule Klassenstunden und methodische Klassen statt, die dem Gedächtnis des berühmten Generals gewidmet sind. Im Jahr 2004, zu Ehren des 20-jährigen Jubiläums der Schule, wurde auf ihrem Territorium ein Denkmal für Sabir Rachimow errichtet – das erste in Kasachstan.
Im Jahr 2012 wurde nach der Übertragung des Denkmals in Taschkent im kasachischen Shymkent am Eingang zum Victory Park ein Denkmal für General Rachimow errichtet. Die Höhe der Statue beträgt sieben Meter (einen Meter höher als Taschkent). Das Denkmal wurde nicht mit öffentlichem Geld gebaut, sondern durch Spenden lokaler Unternehmen finanziert.
Auch Straßen in Astana, Almaty, Schymkent, Qaraghandy und Taras wurden nach dem General benannt.

## Auszeichnungen
- Held der Sowjetunion (6. Mai 1965, posthum)
- Leninorden (6. Mai 1965, posthum)
- Rotbannerorden (4. Januar 1942, 13. Dezember 1942, 14. August 1944, 3. November 1944)
- Suworow-Orden II. Klasse (8. März 1943)
- Kutusoworden II. Klasse (10. April 945)
- Orden des Roten Sterns (30. April 1936)
- Medaille „Für die Verteidigung des Kaukasus“ (1944)